# Mossevattnet (Torps socken, Bohuslän)
Mossevattnet är en sjö i Orusts kommun i Bohuslän och ingår i Göta älv-Bäveåns kustområde.